# Колеш-Талешан
Колеш-Талешан (перс. كلش طالشان) — село в Ірані, у дегестані Пасіхан, у Центральному бахші, шагрестані Решт остану Ґілян. За даними перепису 2006 року, його населення становило 192 особи, що проживали у складі 52 сімей.

## Клімат
Середня річна температура становить 14,28 °C, середня максимальна – 28,04 °C, а середня мінімальна – -0,85 °C. Середня річна кількість опадів – 1075 мм.
| Клімат поселення                              | Клімат поселення | Клімат поселення | Клімат поселення | Клімат поселення | Клімат поселення | Клімат поселення | Клімат поселення | Клімат поселення | Клімат поселення | Клімат поселення | Клімат поселення | Клімат поселення | Клімат поселення |
| Показник                                      | Січ.             | Лют.             | Бер.             | Квіт.            | Трав.            | Черв.            | Лип.             | Серп.            | Вер.             | Жовт.            | Лист.            | Груд.            |                  |
| Середній максимум, °C                         | 8,02             | 9,01             | 11,91            | 18,15            | 22,08            | 25,74            | 27,42            | 28,04            | 25,01            | 20,60            | 15,84            | 11,36            |                  |
| Середня температура, °C                       | 3,58             | 4,57             | 7,49             | 13,69            | 17,65            | 21,31            | 23,23            | 23,84            | 20,81            | 16,42            | 11,64            | 7,17             |                  |
| Середній мінімум, °C                          | −0,85            | 0,14             | 3,05             | 9,27             | 13,22            | 16,87            | 19,02            | 19,64            | 16,63            | 12,23            | 7,44             | 2,98             |                  |
| Норма опадів, мм                              | 114              | 90               | 84               | 52               | 44               | 29               | 25               | 53               | 112              | 170              | 154              | 148              |                  |
| Середньомісячна швидкість вітру, м/с          | 2.27             | 2.40             | 2.40             | 2.30             | 2.30             | 2.44             | 2.52             | 2.31             | 2.12             | 2.08             | 1.90             | 2.00             |                  |
| Середньомісячна сонячна радіація, кДж/м²·день | 6817             | 8973             | 11006            | 15687            | 19966            | 22055            | 23021            | 19398            | 15973            | 10941            | 8612             | 6574             |                  |
| --------------------------------------------- | ---------------- | ---------------- | ---------------- | ---------------- | ---------------- | ---------------- | ---------------- | ---------------- | ---------------- | ---------------- | ---------------- | ---------------- | ---------------- |
| Джерело:                                      |                  |                  |                  |                  |                  |                  |                  |                  |                  |                  |                  |                  |                  |